# Mondragon (spółdzielnia)
Mondragon Corporation – korporacja i federacja spółdzielni pracowniczych z siedzibą w Kraju Basków w Hiszpanii.
Firma została założona w mieście Mondragon w 1956 przez absolwentów miejscowej uczelni technicznej. Jego pierwszym produktem były grzejniki naftowe. Jest to dziesiąta co do wielkości hiszpańska firma pod względem obrotów majątkowych i wiodąca grupa biznesowa w Kraju Basków. Pod koniec 2014 zatrudniała 74 117 osób w 257 firmach i organizacjach w czterech obszarach działalności: finanse, przemysł, handel detaliczny i wiedza. Do 2015 zatrudnionych było 74 335 osób. Spółdzielnie Mondragon działają zgodnie z oświadczeniem w sprawie tożsamości spółdzielczej prowadzonym przez International Co-operative Alliance.

## Historia
W 1941 młody katolicki ksiądz José María Arizmendiarrieta osiedlił się w Mondragón, mieście liczącym 7000 mieszkańców, które jeszcze nie otrząsnęło się z biedy, głodu, wygnania i napięcia hiszpańskiej wojny domowej. W 1943 Arizmendiarrieta założył szkołę techniczną, która stała się poligonem szkoleniowym dla menedżerów, inżynierów i wykwalifikowanej siły roboczej dla lokalnych przedsiębiorstw, a przede wszystkim dla spółdzielni. Arizmendiarrieta spędził kilka lat kształcąc młodych ludzi formy humanizmu opartego na solidarności i współuczestnictwie, w harmonii z katolicką nauką społeczną, oraz znaczenia zdobywania niezbędnej wiedzy technicznej przed założeniem pierwszej spółdzielni. W 1955 wybrał pięciu młodych ludzi do założenia pierwszej firmy spółdzielczej i przemysłowego początku Mondragon Corporation. Firma nazywała się Talleres Ulgor, skrót od nazwisk Usatorre, Larrañaga, Gorroñogoitia, Ormaechea i Ortubay, znanych dziś jako „Fagor Electrodomésticos”.
W ciągu pierwszych 15 lat powstało wiele spółdzielni, dzięki autarkii rynku i przebudzeniu się hiszpańskiej gospodarki. W tych latach, również za zachętą Don José María Arizmendiarrieta, utworzono Caja Laboral (1959) i Social Welfare Body Lagun Aro (1966), które miały odegrać kluczową rolę. Powstała pierwsza lokalna grupa, Ularco. W 1969 Eroski został założony poprzez połączenie dziesięciu małych lokalnych spółdzielni konsumenckich.
W ciągu następnych 20 lat, od 1970 do 1990, kontynuowano tę dynamikę, wraz z silnym wzrostem liczby nowych spółdzielni promowanych przez Dział Biznesu Caja Laboral, promocją stowarzyszeń spółdzielczych, tworzeniem lokalnych grup oraz założeniem Centrum Badawczego Ikerlan w 1974.
W związku z planowanym przystąpieniem Hiszpanii do Wspólnoty Europejskiej w 1986, w 1984 podjęto decyzję o utworzeniu Mondragon Co-operative Group; poprzednika obecnej firmy. Szkolenia doskonalące dla menedżerów zostały umocnione poprzez stworzenie Otalory, przeznaczonej na szkolenia i upowszechnianie spółdzielni. Grupa składała się z 23 130 pracowników na koniec 1990.
Na arenie międzynarodowej była to reakcja na postępującą globalizację, ekspansja zagraniczna poprzez tworzenie zakładów produkcyjnych w kilku krajach. Pierwszą z nich był zakład Copreci w Meksyku w 1990, a następnie wiele innych: do 73 na koniec 2008 i 122 na koniec 2013. Celem było zwiększenie konkurencyjności i udziału w rynku, przybliżenie dostaw komponentów do zakładów klientów, zwłaszcza w sektorze motoryzacyjnym i AGD, oraz zwiększenie zatrudnienia w Kraju Basków poprzez promowanie eksportu produktów spółdzielni za pomocą nowych platform.
W październiku 2009 United Steelworkers ogłosiło porozumienie z Mondragon w sprawie utworzenia spółdzielni pracowniczych w Stanach Zjednoczonych. 26 marca 2012 USW, Mondragon i Ohio Employee Ownership Center (OEOC) ogłosiły swój szczegółowy model współpracy związkowej.
Sektor przemysłowy zakończył 2012 z nowym rekordem w sprzedaży międzynarodowej na poziomie 4 mld euro, bijąc dane sprzed kryzysu finansowego z lat 2007-2008. Mondragon otworzył 11 nowych filii produkcyjnych. Sprzedaż międzynarodowa w tamtym roku stanowiła 69% całej sprzedaży, co oznaczało wzrost o 26% w latach 2009-2012, a za granicą pracowało 14 000 osób. Udział Mondragonu w rynkach BRICS wzrósł do 20% w stosunku do roku poprzedniego. W 2013 sprzedaż międzynarodowa wzrosła o 6,7% i stanowiła 71,1% całkowitej sprzedaży.
16 października 2013 przedsiębiorstwo AGD Fagor Electrodomésticos złożyło wniosek o ogłoszenie upadłości na mocy hiszpańskiego prawa w celu renegocjacji zadłużenia na kwotę 1,1 mld euro, po tym jak poniosło poważne straty w czasie kryzysu euro i w konsekwencji złego zarządzania finansami, narażając 5600 pracowników na ryzyko utraty pracy. Następnie 6 listopada 2013 doszło do bankructwa całej grupy Fagor. W lipcu 2014 Fagor został kupiony przez katalońską spółkę Cata za 42,5 mln euro. Cata zobowiązała się do stworzenia 705 bezpośrednich miejsc pracy w Kraju Basków i kontynuowania marek Fagor, Edesa, Aspes i Splendid.

## Struktura
Spółdzielnie Mondragon łączy humanistyczna koncepcja biznesu, filozofia uczestnictwa i solidarności oraz wspólna kultura biznesowa. Kultura ta jest zakorzeniona we wspólnej misji i wielu zasadach, wartościach zakładowych i polityce biznesowej. Na przestrzeni lat powiązania te zostały zawarte w szeregu zasad działania zatwierdzonych większością głosów przez Kongresy Spółdzielcze, które regulują działalność Organów Zarządzających korporacji (Stały Komitet, Rada Generalna), Spółdzielni Podstawowych i ich Oddziałów, zarówno z organizacyjnego, instytucjonalnego i ekonomicznego punktu widzenia, jak i pod względem majątkowym.
Te ramy kultury biznesowej zostały skonstruowane w oparciu o wspólną kulturę wywodzącą się z 10 Podstawowych Zasad Współpracy, w których zakorzenione są zasady Mondragona: Otwarta Karta Wstępu, Organizacja Demokratyczna, Suwerenność Pracy, Instrumentalna i Podrzędna Natura Kapitału, Zarządzanie Partycypacyjne, Solidarność Płatnicza, Współdziałanie, Transformacja Społeczna, Uniwersalizm i Edukacja. Filozofia ta jest uzupełniona czterema wartościami zarządzania: Współpracą, występowaniem w roli właścicieli i protagonistów; Partycypacją, która kształtuje się jako zaangażowanie w zarządzanie; Społeczną Odpowiedzialnością, poprzez dystrybucję bogactwa opartą na solidarności; oraz Innowacją, koncentrującą się na ciągłej odnowie we wszystkich obszarach.
Ta kultura biznesowa przekłada się na zgodność z szeregiem podstawowych celów (ukierunkowanie na klienta, rozwój, innowacyjność, zyskowność, ludzie we współpracy i zaangażowanie w społeczności) i ogólnych zasad polityki zatwierdzonych przez Kongres Spółdzielczości, które są uwzględniane na wszystkich szczeblach organizacyjnych firmy i włączane do czteroletnich planów strategicznych i rocznych planów biznesowych poszczególnych spółdzielni, oddziałów i firmy jako całości.

### Zarobki
W Mondragon uzgadnia się proporcje płacowe między pracą na stanowisku kierowniczym a pracą w terenie lub w fabryce, za którą otrzymuje się płacę minimalną. Stosunki te wahają się od 3:1 do 9:1 w różnych spółdzielniach i średnio 5:1. Oznacza to, że dyrektor generalny przeciętnej spółdzielni Mondragon zarabia nie więcej niż 5 razy więcej niż teoretyczna płaca minimalna wypłacana w ich spółdzielni. Dla większości pracowników stosunek ten jest mniejszy, ponieważ niewielu jest pracowników Mondragon, którzy zarabiają minimalną płacę, ponieważ większość miejsc pracy jest nieco wyspecjalizowana i jest sklasyfikowana na wyższym poziomie płac. Stosunek płac spółdzielni jest okresowo ustalany przez jej robotników-właścicieli w drodze demokratycznego głosowania.
W porównaniu z podobnymi stanowiskami w lokalnych branżach, płace menedżerów w Mondragon są znacznie niższe (ponieważ niektóre firmy płacą swoim najlepiej zarabiającym menedżerom setki razy więcej niż najniżej zarabiający pracownik firmy) i równoważne dla średniego szczebla zarządzania, technicznego i zawodowego. Niższe poziomy płac są średnio o 13% wyższe niż podobne miejsca pracy w lokalnych przedsiębiorstwach. Progresywna hiszpańska stawka podatkowa jeszcze bardziej zmniejsza różnice w wynagrodzeniach. Te niskie wynagrodzenia bardzo utrudniają rekrutację menedżerów z firm będących własnością inwestorów.

## Sektory
Mondragon Corporation działa w czterech sektorach: finanse, przemysł, handel detaliczny i wiedza, przy czym ten ostatni wyróżnia Mondragon spośród innych grup biznesowych. W 2013 korporacja osiągnęła łączne przychody w wysokości ponad 12 mld euro (około 16 mld dolarów) i zatrudniała 74 061 pracowników, co czyni ją czwartą co do wielkości grupą przemysłową i dziesiątą co do wielkości grupą finansową w Hiszpanii.

### Finanse
Obszar ten obejmuje działalność bankową Laboral Kutxa, firmy ubezpieczeniowej Seguros Lagun Aro oraz Voluntary Social Welfare Body Lagun Aro, które na koniec 2014 dysponowały funduszem aktywów o łącznej wartości 5566 mln euro. Zysk uzyskany z tego funduszu jest wykorzystywany na pokrycie długoterminowych świadczeń emerytalnych, wdowieństwa i rent inwalidzkich, uzupełniających te oferowane przez hiszpański system zabezpieczenia społecznego.

### Przemysł

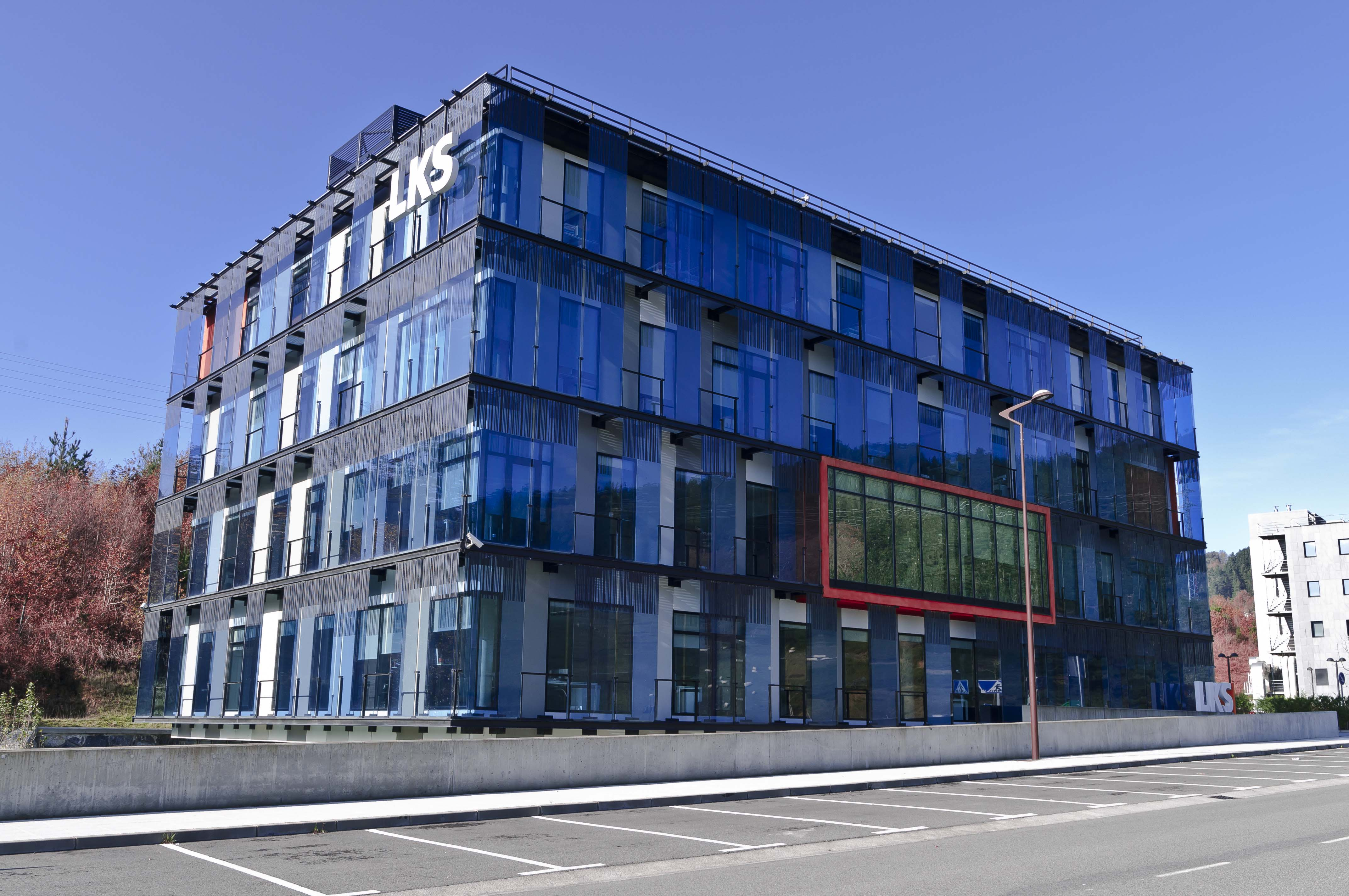
Biurowiec LKS.

Spółki koncernu produkują dobra konsumpcyjne, dobra inwestycyjne, komponenty przemysłowe, produkty i systemy dla budownictwa oraz usługi. Ta ostatnia obejmuje bardzo zróżnicowane grupy biznesowe, takie jak Abantail: adaptacyjna optymalizacja projektu, Alecop: szkolenia inżynierskie, LKS Ingeniería: architekci i inżynierowie. MCC Telecom: inżynieria telekomunikacyjna. Mondragon Lingua: Tłumaczenia i szkoły językowe, Mondragon Sistemas: automatyka, komputery przemysłowe i telekomunikacja. Ondoan: Projekty „pod klucz” w sektorze energetycznym i ochrony środowiska. Na terenie rekreacyjno-sportowym produkuje rowery Orbea, sprzęt do ćwiczeń fizycznych oraz przedmioty do kempingu, ogrodu i na plażę.
W zakresie dóbr kapitałowych, Mondragon odnotował w 2009 obroty w wysokości 976 mln euro i jest wiodącym hiszpańskim producentem obrabiarek do obróbki skrawaniem (Grupa Danobat) i formowania blach (Grupa Fagor Arrasate). Uzupełnieniem tych maszyn są produkty do automatyzacji i sterowania obrabiarek, maszyn pakujących, maszyn do automatyzacji procesów montażowych i obróbki drewna, wózków widłowych, transformatorów elektrycznych, zintegrowanych urządzeń dla gastronomii, chłodni i urządzeń chłodniczych. Koncern, koncentrując się w szczególności na sektorze motoryzacyjnym, produkuje również szeroką gamę matryc, form i oprzyrządowania do odlewów żeliwnych i aluminiowych oraz zajmuje wiodącą pozycję w sektorze maszyn dla sektora odlewniczego.
W sektorze Industrial Components, Mondragon odnotował w 2009 obroty w wysokości 1,5 miliarda euro, w którym działa jako zintegrowany dostawca dla wiodących producentów samochodów, oferując od projektowania i rozwoju części po uprzemysłowienie i dostawę komponentów i zespołów. Posiada różne produkty, takie jak hamulce, osie, zawieszenie, skrzynia biegów, silniki, aluminiowe obręcze kół, przewodzenie płynów i inne wewnętrzne i zewnętrzne elementy pojazdu. Produkuje również komponenty dla głównych producentów sprzętu AGD w trzech obszarach biznesowych: AGD, komfort domowy i elektronika. Produkuje również kołnierze i akcesoria rurowe do przetwarzania ropy naftowej i gazu, zakłady petrochemiczne i energetyczne, miedziane i aluminiowe przewody elektryczne oraz komponenty do przenośników.

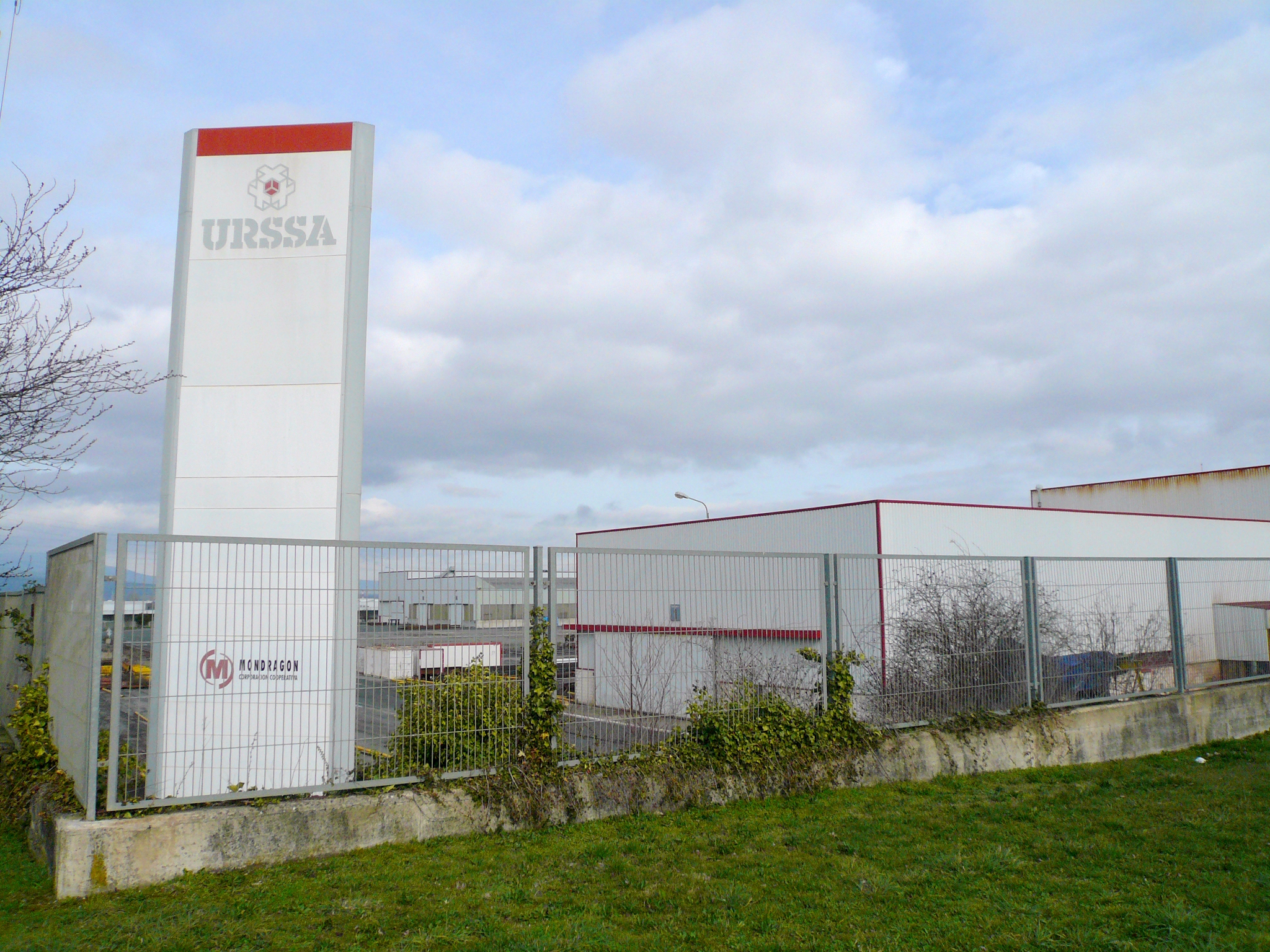
Teren firmy URSSA w mieście Vitoria-Gasteiz.

W budownictwie sprzedaż wyniosła w 2009 974 mln euro. Mondragon wybudował budynki i ważne projekty infrastrukturalne. Projektuje i buduje duże konstrukcje metalowe (URSSA), z laminowanego drewna i prefabrykatów betonowych; dostarcza prefabrykaty z polimerobetonu; oferuje rozwiązania w zakresie deskowania i konstrukcji (Grupa ULMA) oraz maszyn do robót publicznych i industrializacji procesu budowlanego, w tym usługi inżynieryjne i montażowe. Grupa ORONA produkuje windy.
W zakresie usług dla przedsiębiorstw w 2008 wartość sprzedaży wyniosła 248 mln euro i obejmowała usługi doradztwa biznesowego, architektury i inżynierii, doradztwa w zakresie nieruchomości, projektowania i innowacji (Grupa LKS), inżynierii systemów dla instalacji elektromechanicznych oraz zintegrowanej inżynierii logistycznej. Oferuje również nowoczesny serwis językowy, produkuje sprzęt edukacyjny oraz świadczy usługi graficzne (MccGraphics).
W 2013 71,1% obrotów pochodziło ze sprzedaży międzynarodowej. Sprzedaż wynikająca z wywozu produktów za granicę oraz produkcja wytworzona w 122 spółkach zależnych zlokalizowanych w kilku różnych krajach: Chinach (15), Francji (17), Polsce (8), Republice Czeskiej (7), Meksyku (8), Brazylii (5), Niemczech (4), Włoszech (4), Zjednoczonym Królestwie (3), Rumunii (3), Stanach Zjednoczonych (4), Turcji (2), Portugalii (2), Słowacji (2), Indiach (5), Tajlandii (1) i Maroku (1). Łącznie w 2013 te 122 zakłady zapewniły pracę ponad 11 000 osób. W korporacyjnym parku przemysłowym w Kunshan, w pobliżu Szanghaju, znajduje się siedem spółek zależnych. W 2012 otworzył on 11 nowych spółek zależnych za granicą, zatrudniających około 14 000 osób. Sprzedaż międzynarodowa w tym roku stanowiła rekordową liczbę 69% całkowitej sprzedaży (5,8 mld euro, co oznacza spadek o 2% w porównaniu z rokiem poprzednim). Mondragon uczestniczył również w 91 międzynarodowych projektach badawczo-rozwojowych.
W 2014 spółdzielnie przemysłowe utworzyły 1000 miejsc pracy, a internacjonalizacja kontynuowana była w 125 spółkach produkcyjnych za granicą – o 3 więcej niż rok wcześniej.

### Handel
Mondragon prowadzi Eroski, jedną z wiodących grup sprzedaży detalicznej w całej Hiszpanii i południowej Francji, oraz utrzymuje bliskie kontakty z francuską grupą Les Mousquetaires i niemieckim detalistą Edeka, z którym w 2002 założył międzynarodową grupę zakupową Alidis. Pracownicy-właściciele i członkowie-konsumenci uczestniczą w organach decyzyjnych spółdzielni i kierownictwie Eroski. Na koniec 2013 Eroski odnotowało obroty w wysokości 6,6 mld euro, prowadząc 2069 sklepów składających się z 90 hipermarketów Eroski, 1211 Eroski/center, Caprabo, Eroski/city, supermarketów Aliprox, Familia, Onda i Cash & Carry, 155 oddziałów biur podróży Eroski, 63 stacji benzynowych, 39 sklepów Forum Sport i 221 perfumerii IF. W południowej Francji Eroski miał 4 hipermarkety, 16 supermarketów i 17 stacji benzynowych oraz 4 perfumerie w Andorze.
Handel detaliczny obejmuje grupę spożywczą Erkop, zajmującą się gastronomią, sprzątaniem, hodowlą i ogrodnictwem, z Auzo Lagun, spółdzielnią zajmującą się zbiorowym wyżywieniem i sprzątaniem budynków i pomieszczeń oraz zintegrowaną obsługą sektora zdrowotnego. W 2008 pracownicy-członkowie zagłosowali za rozszerzeniem przekształcenia spółdzielni na całą grupę handlu detalicznego, przekształcając spółki zależne w spółdzielnie i czyniąc z nich pracowników-członków najemnych. Proces ten miał być realizowany przez kilka lat.

### Wiedza
Obszar ten ma dwojaki charakter: edukacja, szkolenia i innowacje, które były kluczowymi elementami w rozwoju korporacji. Edukacja szkoleniowa związana jest przede wszystkim z dynamizmem Uniwersytetu Mondragon, znaczącą rolą, jaką odgrywają Politeknika Ikastegia Txorierri, Arizmendi Ikastola i Lea Artibai Ikastetxea w swoich dziedzinach oraz działalnością Centrum Zarządzania i Rozwoju Spółdzielczego Otalora.
Mondragon University jest uczelnią kooperacyjną, która łączy w sobie rozwój wiedzy, umiejętności i wartości oraz utrzymuje bliskie relacje z biznesem, w szczególności ze spółdzielniami Mondragon. Innowacje technologiczne są generowane przez własne działy badawczo-rozwojowe spółdzielni, Korporacyjny Plan Naukowo-Technologiczny, 12 centrów technologicznych korporacji oraz Garaia Innovation Park. 15 centrów technologicznych odgrywa fundamentalną rolę w rozwoju sektorów priorytetowych. W 2009 zatrudniły one 742 osoby i dysponowały budżetem w wysokości 53,7 mln euro. W 2013 sieć centrów technologicznych i jednostek badawczo-rozwojowych zapewniła zatrudnienie 1700 osobom, a zaangażowanie w sprawy B+R+I wyniosło 136 mln euro, co stanowi 8,5% wartości dodanej. Mondragon posiada 479 rodzin patentów na wynalazki, co stanowi 25% patentów w Kraju Basków, uczestnicząc w ponad 30 projektach współpracy badawczo-rozwojowej na poziomie europejskim.

## Odbiór
W 2012 amerykański profesor ekonomii Richard D. Wolff pochwalił zestaw przedsiębiorstw Mondragon, w tym dobre płace, jakie zapewnia pracownikom, wzmocnienie pozycji zwykłych pracowników w procesie decyzyjnym, a także miarę równości pracowników płci żeńskiej, jako duży sukces i przytoczył go jako model pracy alternatywy dla kapitalistycznego sposobu produkcji. W wywiadzie udzielonym w kwietniu 2012 Noam Chomsky powiedział, że choć Mondragon oferuje alternatywę dla kapitalizmu, to jednak jest on osadzony w systemie kapitalistycznym, który ogranicza decyzje Mondragona: „Najbardziej zaawansowany przykład: Mondragon. Jest własnością pracowników, nie jest zarządzana przez pracowników, chociaż kierownictwo często wychodzi od pracowników, ale jest w systemie rynkowym i nadal wyzyskują pracowników w Ameryce Południowej, i robią rzeczy, które są szkodliwe dla społeczeństwa jako całości i nie mają wyboru. Jeśli jesteś w systemie, w którym musisz osiągać zyski, aby przetrwać, jesteś zmuszony do ignorowania negatywnych efektów zewnętrznych, wpływu na innych”.
Vincent Navarro napisał, że z perspektywy biznesowej, Mondragon odnosi sukcesy w łączeniu efektywności z solidarnością i demokracją. Pisze jednak, że liczba pracowników, którzy nie są właścicielami, rosła szybciej niż liczba pracowników-właścicieli, do tego stopnia, że w niektórych firmach, na przykład w sieciach supermarketów należących do Mondragon, pierwsze są znacznie większą grupą niż drugie. W opinii Navarro ustanawia to dwupoziomowy system – na przykład pod względem tego, kogo należy oszczędzać w przypadku upadku firmy. W upadku Fagor przeniesienie pracowników do innych przedsiębiorstw należących do Mondragon faworyzowało tych, którzy byli pracownikami-właścicielami, co może mieć wpływ na stosunki pracy: „Właściwie jednym z sukcesów Mondragona była jego zdolność do tworzenia poczucia tożsamości wśród pracowników firmy, budując wśród nich środowisko solidarności i kolegialności, poczucie, które rozciągało się (choć w znacznie mniejszym stopniu) także na niepracujących właścicieli. Powiązania odczuwane przez tę ostatnią grupę nieco osłabły, odsłaniając jednak słabą stronę spółdzielni”.
System Mondragon jest jednym z czterech studiów przypadku analizowanych w Capital and the Debt Trap, które podsumowały dowody potwierdzające, że spółdzielnie mają tendencję do dłuższego trwania i są mniej podatne na przewrotne zachęty i inne problemy związane z zarządzaniem organizacją niż tradycyjnie zarządzane organizacje.

## W kulturze
W Roku 2312, powieści science fiction autorstwa Kim Stanley Robinson, Korporacja Mondragon przekształciła się w system gospodarki planowej o nazwie Mondragon Accord. The Mondragon Accord jest kontrolowany za pomocą sieci AI działających na komputerach kwantowych i rządzi dużymi częściami Układu Słonecznego, w tym Merkurego i większością księżyców gazowych gigantów; tylko część Ziemi i jej kolonie w kosmosie zachowują pozostałości po gospodarkach kapitalistycznych, podczas gdy Mars wycofał się z Accord w stuleciu poprzedzającym tę historię. Korporacja Mondragon pojawiła się już we wcześniejszej trylogii Robinsona o Marsie, jako jedna z terraficznych grup zaangażowanych w kolonizację i terraformowanie Marsa; kooperatywa jest również przedstawiana jako inspiracja zarówno "ruchu bogdanowskiego", jak i wolnościowej Praxis Corporation, dwóch głównych sił prowadzących rewolucję na rzecz niepodległości Marsa.